# Andrzej Struj
Andrzej Jerzy Struj (ur. 20 marca 1968, zm. 10 lutego 2010 w Warszawie) – funkcjonariusz Policji w stopniu młodszego aspiranta, pośmiertnie awansowany do stopnia podkomisarza.

## Życiorys
Służył w Policji przez piętnaście lat. Pracował w wydziale wywiadowczo-patrolowym Komendy Stołecznej Policji. Był również moderatorem forum policyjnego ifp.pl.
10 lutego 2010 w Warszawie mł. asp. Andrzej Struj, przebywając na urlopie wypoczynkowym i wracając z zakupów, podjął interwencję wobec pijanego mężczyzny, który rzucił koszem na śmieci w tramwaj przejeżdżający ul. Wolską na Woli, tłukąc szybę. Chuliganowi przyszedł na pomoc drugi mężczyzna; jeden ze sprawców przytrzymywał mł. asp. Andrzeja Struja, a drugi zadał mu kilka ciosów nożem. Policjant zmarł dwie godziny później w szpitalu.
19 lutego 2010 został pochowany na Cmentarzu Komunalnym Północnym w Warszawie (kwatera S-I-18, rząd 7, grób 19). Na jego pogrzebie byli obecni m.in. prezydent Lech Kaczyński, prezes Rady Ministrów Donald Tusk, Komendant Główny Policji generalny inspektor Andrzej Matejuk, prezydent miasta stołecznego Warszawy Hanna Gronkiewicz-Waltz oraz arcybiskup metropolita warszawski Kazimierz Nycz. Został pośmiertnie awansowany na oficerski stopień podkomisarza Policji.
W związku z zabójstwem Andrzeja Struja rozpoczęto prace nad zmianą kodeksu karnego, mającą na celu m.in. zaostrzenie kar za naruszenie nietykalności, napaść na policjanta i jego zabójstwo. W związku z pierwszą rocznicą śmierci policjanta, Tramwaje Warszawskie ufundowały tablicę pamiątkową, która została umieszczona w kapliczce znajdującej się obok przystanku, na którym doszło do zabójstwa.
11 lutego 2011 w Sądzie Okręgowym w Warszawie zakończył się proces w I instancji w sprawie zabójców policjanta, Mateusz Nowak został skazany na karę 25 lat pozbawienia wolności, a Piotr Równy na karę 15 lat pozbawienia wolności. 22 lutego 2012 Sąd Najwyższy odrzucił obie kasacje złożone przez obrońców skazanych za zabójstwo policjanta.
W 11. rocznicę śmierci funkcjonariusza minister Spraw Wewnętrznych i Administracji Mariusz Kamiński ustanowił odznakę imienia podkomisarza Policji Andrzeja Struja.

## Odznaczenia
- Krzyż Kawalerski Orderu Odrodzenia Polski – 2010, pośmiertnie[13]
- Krzyż Zasługi za Dzielność – 2010, pośmiertnie[14]
- Złota Odznaka „Zasłużony Policjant” – 2010, pośmiertnie[15]
- Honorowa Odznaka Zasługi im. mjr. Jana Piwnika „Ponurego” – 2010, pośmiertnie[16]

## Galeria

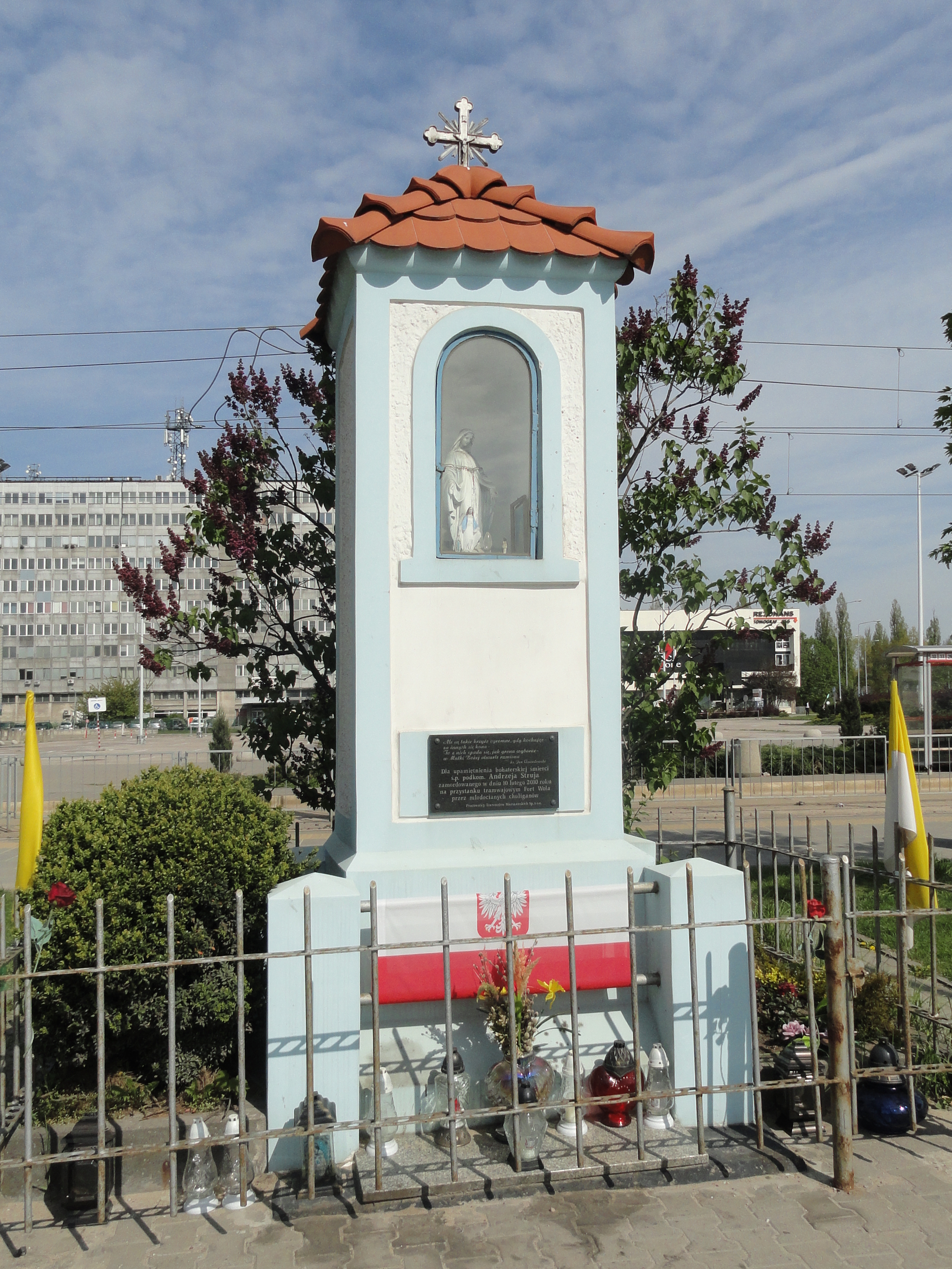
Kapliczka znajdująca się obok przystanku, na którym doszło do zabójstwa
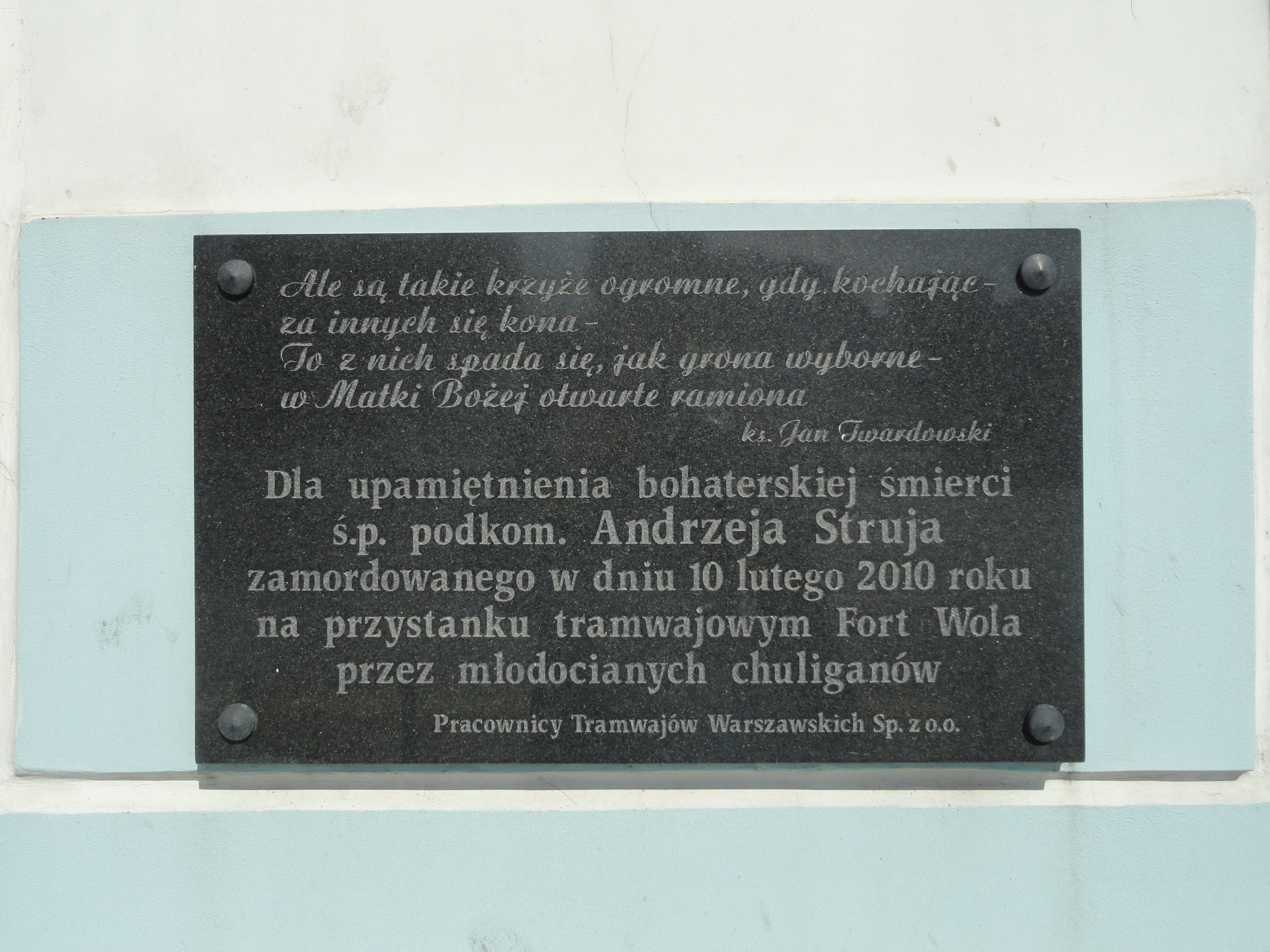
Tablica pamiątkowa na kapliczce
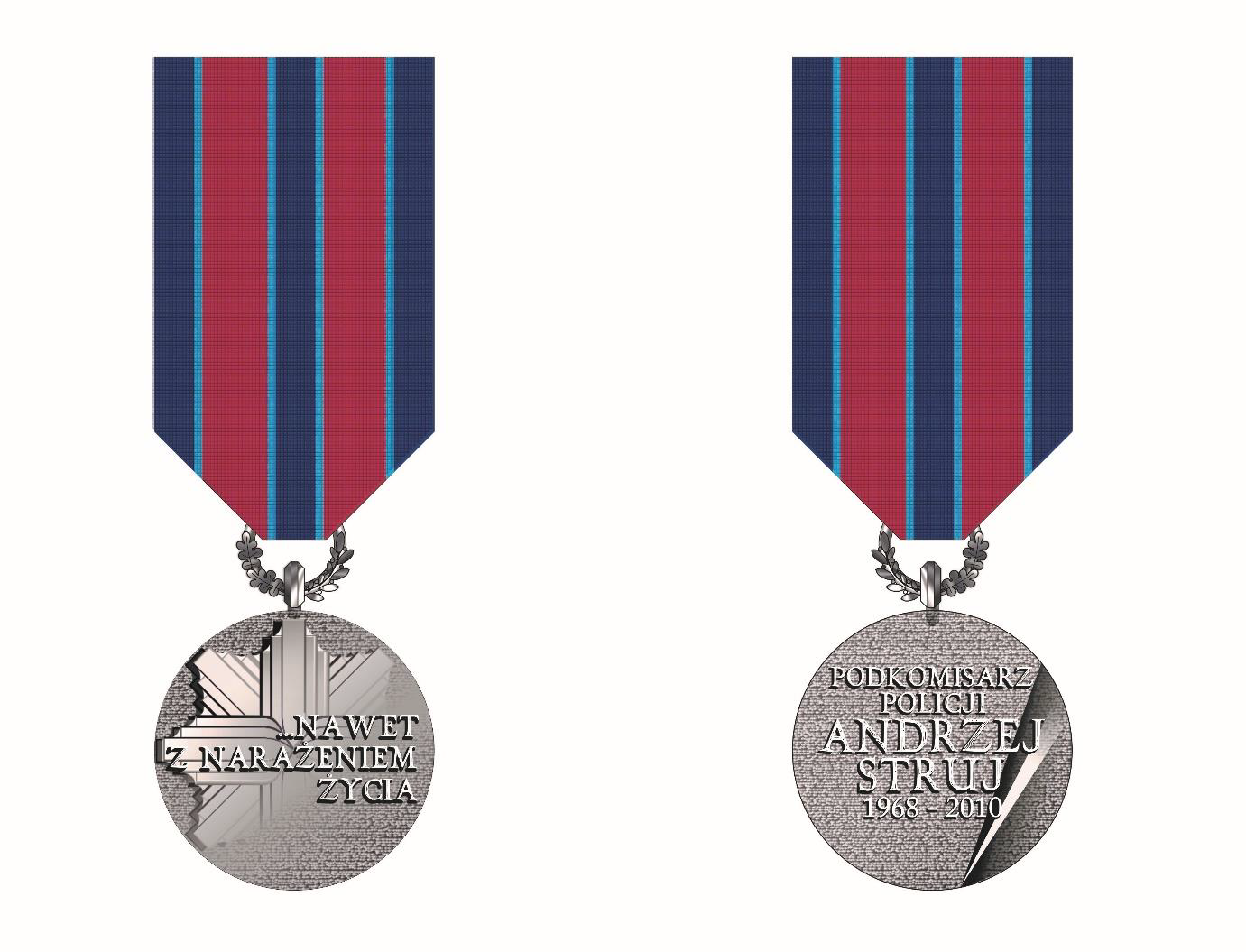
Odznaka imienia podkomisarza Policji Andrzeja Struja
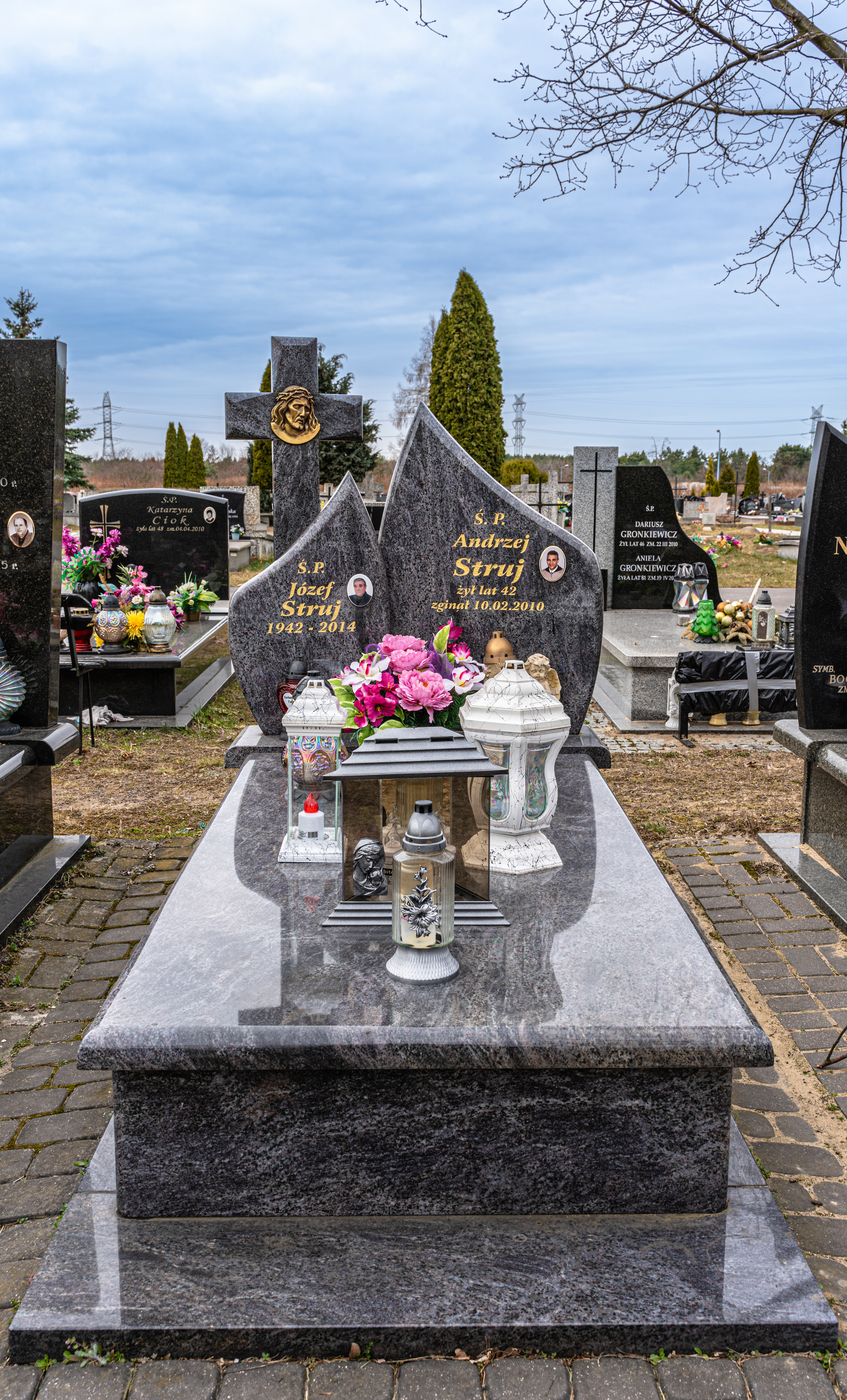
Grób Andrzeja Struja na cmentarzu Komunalnym Północnym w Warszawie